# 사기사
《사기사》(四騎士: Four Riders)는 홍콩에서 제작된 장철 감독의 1972년 영화이다. 적룡 등이 주연으로 출연하였고 런미 쇼 등이 제작에 참여하였다. 1970년대 서울을 배경으로 제작되었다.

## 출연

### 주연
- 적룡
- 강대위
- 진관태
- 칭 리